# Haastrecht

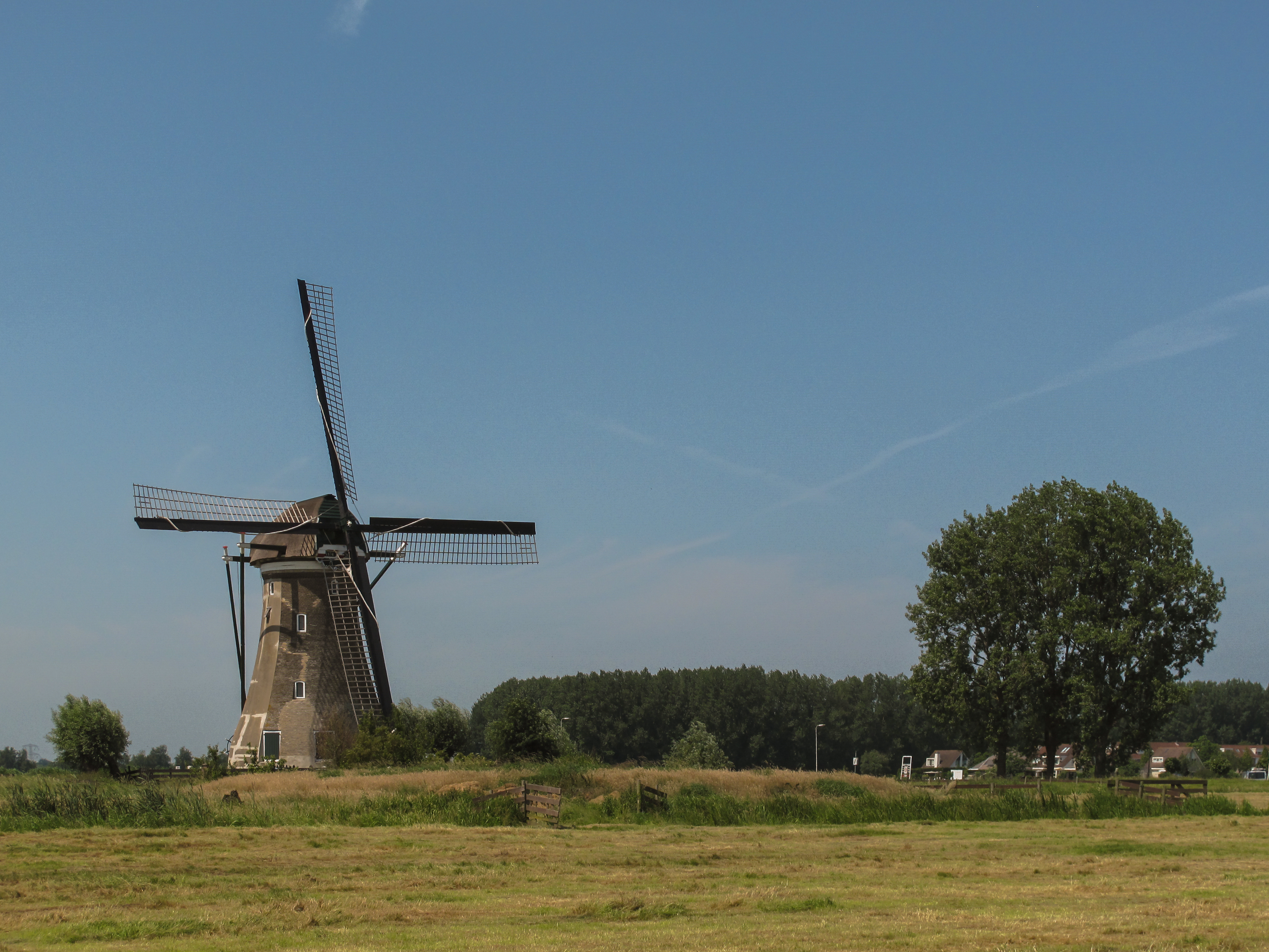
Haastrecht, moulin: boezemmolen nummer 6

Haastrecht est un village de la commune néerlandaise de Krimpenerwaard, dans la province de la Hollande-Méridionale. En 2009, le village comptait environ 4 500 habitants.

## Histoire
Haastrecht a été une commune indépendante jusqu'au 1er janvier 1985, date de son rattachement à Vlist. En 1846, Haastrecht a absorbé la commune de Vliet.